# 非洲地鸫
非洲地鸫（学名：Psophocichla litsitsirupa）是生活在非洲南部和东部的一种属于雀形目鸫科的鳥類。非洲地鸫身长22-24厘米，其上半身为灰褐色，下半身为带有黑色斑点的白色。非洲地鸫共有4個亞種。